# Castelo da Encomienda de Víboras
O Castelo de Víboras localiza-se na povoação de Las Casillas, município de Martos, província de Jaén, na comunidade autónoma de Andaluzia, na Espanha.
Ergue-se em um promontório à margem do rio de mesmo nome e vizinho à actual represa.

## História
Remonta a uma fortificação muçulmana do século IX. Deveria denominar-se mais propriamente Castelo de Bíboras, uma vez que o seu nome parece ser uma corruptela de "Bib-Bora", que em língua árabe andaluza, significa "Porta de Bora", uma vez que se encontra no local de acesso à antiga cidade turdetana de Bora, no Cerro de San Cristóbal, e que cunhou moeda no ano 50 a.C..
No contexto da Reconquista cristã da península, já nas mãos dos cristãos, foi concedida sob o regime de "Encomienda" à Ordem de Calatrava, que a conservou ao longo dos séculos até à chamada Desamortização Eclesiástica de Mendizábal, no século XIX.
Encontra-se sob a protecção da Declaração genérica do Decreto de 22 de abril de 1949, e da lei n° 16/1985 sobre o Património Histórico Espanhol.